# Béké FC
Der Béké Football Club de Bembèrèkè (kurz Béké FC) ist ein beninischer Fußballverein aus Bembèrèkè, Département Borgou. Gegründet wurde der Club im Jahr 1994. Mit Stand Februar 2023 spielt er im Championnat National du Benin, der ersten Liga des Landes, und trägt seine Heimspiele im Stade Municipal de Bembèrèkè aus, das 1000 Plätze umfasst.
Bei den Benin Football Awards 2019 belegte der Club den zweiten Platz. Präsident des Vereins war in den 2010er Jahren zwischenzeitlich Francis Gbian, der später erster Vizepräsident des beninischen Fußballverbandes Fédération Béninoise de Football war.

## Bekannte Spieler
Die Spieler kamen wenigstens einmal für die Nationalmannschaft zum Einsatz:
- Souraka Mamam (* 1997)